# UBTD2
UBTD2 (англ. Ubiquitin domain containing 2) – білок, який кодується однойменним геном, розташованим у людей на 5-й хромосомі. Довжина поліпептидного ланцюга білка становить 234 амінокислот, а молекулярна маса — 26 190.
| 10         |  | 20         |  | 30         |  | 40         |  | 50         |
| ---------- |  | ---------- |  | ---------- |  | ---------- |  | ---------- |
| MGGCVGAQHD |  | SSGSLNENSE |  | GTGVALGRNQ |  | PLKKEKPKWK |  | SDYPMTDGQL |
| RSKRDEFWDT |  | APAFEGRKEI |  | WDALKAAAHA |  | FESNDHELAQ |  | AIIDGANITL |
| PHGALTECYD |  | ELGNRYQLPV |  | YCLAPPINMI |  | EEKSDIETLD |  | IPEPPPNSGY |
| ECQLRLRLST |  | GKDLKLVVRS |  | TDTVFHMKRR |  | LHAAEGVEPG |  | SQRWFFSGRP |
| LTDKMKFEEL |  | KIPKDYVVQV |  | IVSQPVQNPT |  | PVEN       |  |            |

A: Аланін

C: Цистеїн

D: Аспарагінова кислота

E: Глутамінова кислота

F: Фенілаланін

G: Гліцин

H: Гістидин

I: Ізолейцин

K: Лізин

L: Лейцин

M: Метіонін

N: Аспарагін

P: Пролін

Q: Глутамін

R: Аргінін

S: Серин

T: Треонін

V: Валін

W: Триптофан

Локалізований у цитоплазмі.